# Rouy-le-Grand
Rouy-le-Grand è un comune francese di 109 abitanti situato nel dipartimento della Somme nella regione dell'Alta Francia.

## Società

### Evoluzione demografica
Abitanti censiti